# Годзи, Сергей Сергеевич
Сергей Сергеевич Годзи (29 июня 1906, Сочи — 26 апреля 1976, Москва) — актёр советского театра и кино, Народный артист РСФСР (1969).

## Биография
Сергей Сергеевич Годзи родился 29 июня 1906 года в городе Сочи. С 1926 года — актёр Театра имени МГСПС (Театра имени Моссовета). Работал в кино и на телевидении. Наиболее известен по своим театральным работам и одной из центральных ролей в студенческом фильме режиссёров Рустама Хамдамова и Ирины Киселёвой «В горах моё сердце»
Скончался 26 апреля 1976 года в Москве, похоронен на Введенском кладбище (16 уч.).

## Театральные работы
- 1963 —  «Совесть» по Д. Павловой — Прошин

## Фильмография
- 1956 — Песнь Этери (озвучивание Виктора, роль И. Русинова)
- 1957 — Новый аттракцион
- 1959 — В едином строю — Свиридов
- 1963 — Самолёты не приземлились — Мэрроу
- 1963 — Левашов
- 1967 — Гендель и гангстеры — Орнтон
- 1967 — В горах моё сердце — поэт
- 1969 — Конец «Чёрных рыцарей» — Клуд Штарк
- 1969 —  Улица Ангела —  мистер Дерсингем
- 1972 — Золото, золото — сердце народное
- 1972 — Любимые страницы
- 1976 — Рассказы Марка Твена — редактор газеты
- 1976 — Сибирь (1 серия «Побег», 2 серия «Тайга»)

## Почётные звания и награды
- Заслуженный артист РСФСР (19 апреля 1949)
- Народный артист РСФСР (10 апреля 1969)